# Renifer Niko i zaginione sanie Mikołaja
Renifer Niko i zaginione sanie Mikołaja (fin. Niko ja myrskyporojen arvoitus) – fińsko-duńsko-irlandzko-niemiecki film animowany z 2024 roku w reżyserii Kari Juusonena i Jørgena Lerdama. Jest trzecia odsłona serii i kontynuacja filmów Renifer Niko ratuje święta (2008) i Renifer Niko ratuje brata (2012).

## Obsada
- Pauli Halonen jako Niko
- Viola Käki jako Stella
- Hannu-Pekka Björkman jako Juliusz
- Vuokko Hovatta jako Wilma
- Petteri Summanen jako Biegun
- Riku Leskinen jako młody Biegun
- Antti Reini jako Szkwał
- Valtteri Turunen jako młody Szkwał
- Puntti Valtonen jako Wicher
- Antti LJ Pääkkönen jako Piorun
- Jaakko Saariluoma jako Rakieta
- Riku Nieminen jako Kometa
- Jukka Rasila jako Meteor
- Risto Kaskilahti jako Halny

## Fabuła
Renifer Niko marzy wstąpieniu do elitarnej Powietrznej Eskadry Świętego Mikołaja, by móc latać wspólnie z tatą. Gdy w końcu otrzymuje taką szansę, nieoczekiwanie pojawia się konkurent, którym jest młoda, zawadiacka reniferka Stella. W takim przypadku o wyborze zwycięzcy mają zdecydować trzy zadania. Pomimo rywalizacji, oboje wzajemnie się lubią, więc Niko postanawia pokazać jej, gdzie są ukryte sanie Świętego Mikołaja. Jednakże w noc poprzedzającą Wigilię wychodzi na jaw, że Stella je ukradła. Zdesperowany Niko, chcąc udobruchać swojego wściekłego tatę, razem ze swoimi najlepszymi przyjaciółmi – wiewiórką Juliuszem i łasicą Wilmą, rusza jej śladem na daleką północ.

## Produkcja
Międzynarodowy sukces dwóch poprzednich filmów z serii sprawił, że zrealizowana została ich kontynuacja. Choć jak przyznał reżyser Kari Juusonen, nie powstała ona bezpośrednio po drugiej części wydanej w 2012 roku, gdyż „nie było odpowiedniej historii”.
Trzecia część podobnie jak poprzednie filmy, był międzynarodową koprodukcją czterech europejskich wytwórni: Anima Vitae (Finlandia), A. Film Production (Dania), Ulysses Filmproduktion (Niemcy) i Moetion Films (Irlandia), a za reżyserię odpowiadał twórca wcześniejszych odsłon Kari Juusonen.
Budżet filmu wyniósł około 7 milionów euro, co jak na skandynawską animację było znacznie powyżej średniej, ale jak przyznał producent Hannu Tuomainen narzucało to też wiele ograniczeń. Według niego dużym wyzwaniem było stworzenie ambitnej i jakościowo dobrej animacji przy tak ograniczonych środkach, a która mogłaby zostać wydana na rynek międzynarodowy.
Produkcja rozpoczęła się wiosną 2022 roku, a jej fińska premiera została zaplanowana na październik 2024 roku. Jest to najdłuższa część z dotychczasowych, która trwa 85 minut.
Animacja została sprzedana do ponad 100 krajów. W listopadzie 2024 roku film został wydany w kinach w Australii, Hiszpanii, Irlandii, Wielkiej Brytanii, Austrii, Litwie, Polsce, Szwecji, Niemczech, Serbii, Słowacji, Słowenii, Szwajcarii, Danii, Czechach, Turcji, Nowej Zelandii i kilku krajach latynoamerykańskich. Natomiast w grudniu i styczniu 2025 roku w Belgii, Bułgarii, Korei Południowej, Holandii, Grecji, Meksyku, w Rumunii, na Węgrzech, w Estonii i Francji